# Heinrich August von Breitenbauch

Das Wappen der Familie von Breitenbuch

Heinrich August von Breitenbauch (* 3. August 1696 in St. Ulrich; † 18. Juni 1747 in Paris) war ein königlich-polnischer und kurfürstlich-sächsischer Hofbeamter und Rittergutsbesitzer. Durch seine hohe Stellung am Hof in Dresden war er das einflussreichste Mitglied seiner Adelsfamilie im 18. Jahrhundert.

## Leben
Heinrich August von Breitenbauch entstammte dem sächsisch-thüringischen Adelsgeschlecht von Breitenbuch und war der jüngste Sohn von Georg Christoph von Breitenbauch. Ursula Elisabetha von Minckwitz war seine Mutter.
Er studierte an den Universitäten Jena und Leipzig und ging 1721 an den Hof nach Dresden, wo er zum Kammerjunker ernannt wurde. Ungeachtet dessen hielt er sich nicht am Hof auf, sondern zog es vor, auf Kosten seines Vaters ausgedehnte Studienreisen durchzuführen, die ihn u. a. nach Frankreich und Italien führten. 1727 kehrte er nach Bucha auf das väterliche Rittergut zurück. 1732 wurde er durch August den Starken zum königlich-polnischen und kurfürstlich-sächsischen Kammerherrn ernannt. Als solcher blieb er auch beim Nachfolger des Kurfürst-Königs, Friedrich August II., im Dienst. Seine Hauptaufgabe war die Organisation der Auftritte der Hofkapelle anlässlich von Festlichkeiten.
Nach dem Tod des Vaters 1737 erbte er gemeinsam mit seinem Bruder Hans Georg von Breitenbauch dessen Besitzungen. Er erhielt das Rittergut Bucha. Am 8. August 1740 kaufte er in Dresden von einer Erbengemeinschaft für 28.000 Gulden das Rittergut Schkortleben und zusätzlich für 400 Gulden das im Hochstift Merseburg gelegene Dorf Oeglitzsch mit Ober- und Niedergerichten. Beide Besitzungen blieben bis 1780 im Besitz seiner Familie. In Schkortleben wurde unter seiner Leitung ein neues Herrenhaus in barocker Gestalt errichtet.
1746 wurde er zum Geheimen Rat ernannt, kurz darauf starb er nach längerer Krankheit in Frankreich, wo er vergeblich hoffte, durch die dortigen Ärzte Heilung von seinen Leiden zu erhalten.

## Familie
Am 20. oder 22. Oktober 1727 heiratete Heinrich August von Breitenbauch Sophia Augusta von Schönberg aus den Häusern Wilsdruff und Limbach (* 12. August 1703; † 3. Dezember 1755 in Weißenfels). Sie war die Tochter des kursächsischen Geheimen Rats und Oberrechnungskammerpräsidenten Hans Dietrich von Schönberg († 18. November 1726), der die beiden Rittergüter Wilsdruff und Limbach besaß. Ihre Mutter war Magdalena Sophia von Pflugk aus dem Hause Kötteritzsch. 
Aus der Ehe dieses Paares, die in den letzten Jahren nicht mehr glücklich war, gingen fünf Söhne und fünf Töchter hervor:
- Friedrich (* 1726; † April 1730, vorehelich)
- Georg Dietrich (* 10. Januar 1729 in Wilsdruff; † 26. März 1731 in Dresden)
- Sophia Elisabeth (* 31. März 1730 in Dresden; † 4. Juni 1731 ebenda)
- Georg August (* 28. August 1731 in Wilsdruff; † 15. September 1817 in Bucha), Dichter, Gelehrter, verheiratet mit Henriette Christiane von Thüna[4]
- Catharina Sophia (* 4. September 1733 in Wilsdruff; † 6. Mai 1781 in Lützschena) verheiratet mit Leberecht Carl Heinrich von Üchtritz auf Lützschena und Freiroda
- Heinrich Christian (* 8. Januar 1735 in Wilsdruff; † 16. September 1736 ebenda)
- Maximiliana Magdalena (* 1. Oktober 1736 in Dresden; † 23. September 1765 in Bucha)
- Hans (Hannß) Heinrich (* 13. Juni 1739 in Wilsdruff; † 14. Dezember 1813 in Weißenfels) verheiratet mit Albertina Johanna Henrietta von Bünau aus Kleinkorbetha und Wenzelsdorf
- Maria Elisabeth (* 1. September 1740 in Steinbach bei Wilsdruff; † 14. April 1746 in Bucha)
- Henrietta Augusta (* 5. Juli 1742 in Bucha; † 19. Januar 1791 in Putlitz/Priegnitz) verheiratet mit Philipp Willibald Gans Edler Herr zu Putlitz auf Medingen
- Christoph Ferdinand (* 12. Januar 1744 in Bucha; † 4. September 1810 in Blösien)